# Marcel
Marcel bzw. Marcell ist ein männlicher Vorname und Familienname.

## Herkunft und Bedeutung
Marcel(l) ist eine Variante von Marcellus; siehe dort Herkunft und Bedeutung.

## Verbreitung
Marcel, die französische Variante des Namens, wird in Frankreich selbst seit den 1920er Jahren immer seltener vergeben. Dort war der Name besonders beliebt zwischen 1900 und 1934, in diesem Zeitraum belegte er durchgehend einen Platz in den Top-10. Danach ließ seine Beliebtheit nach. Ende der 1980er Jahre fiel der Name aus den Top-500. Seit 2012 befindet er sich wieder im Aufwärtstrend und belegte im Jahr 2023 Rang 117. Von 1930 bis 2023 wurde der Name etwa 168.000 Mal vergeben. In den Niederlanden ist der Name seit 1930 alljährlich in den Hitlisten anzutreffen. Zwischen 1965 und 1976 gehörte er stets zu den 10 beliebtesten Jungennamen, die Popularität stank danach stetig. Seit 1992 liegt der Name nicht mehr in den Top-100. In Belgien befindet sich der Name seit 2013 innerhalb der Top-100 in einem stetigen Aufwärtstrend. Im Jahr 2023 belegte er Rang 30.
In Deutschland kommt der Name seit über hundert Jahren jedes Jahr in der Namensgebung vor. Der Name war in den 1990er Jahren unter den 10 beliebtesten Namen zu finden. In den letzten 10 Jahren wurde er rund 3.300 Mal vergeben. Der Name wird in der Schweiz seit 1930 jährlich bei der Namenswahl berücksichtigt. Von 1960 bis 1983 gehörte er durchgehend zu den Top-20 der Hitlisten, danach ließ seine Beliebtheit nach. Heute gehört Marcel zu den mäßig beliebten Vornamen. Von 1930 bis 2023 wurde der Name circa 23.900 Mal gewählt. Die Vergabe ist auch in Liechtenstein nachgewiesen. In Österreich befindet sich der Name seit 1984 jedes Jahr in den Vornamenscharts. Von 1990 bis 2015 lag er durchgehend in den Top-50. In den Jahren 2001 und 2002 erzielte er mit Rang 7 und 9 seine besten Platzierungen. Von 1984 bis 2023 wurden etwa 13.300 Jungen so genannt.
In Tschechien zählt der Name seit 1935 jedes Jahr zu den 200 beliebtesten Vornamen der Hitlisten. Zwischen 1960 und 2006 lag er in den Top-100 und zwischen 1968 und 1979 in den Top-50. Der Name gehört in Polen seit 2000 zu den Top-50 der Vornamenscharts. Seit 2011 liegt er in den Top-20. In Slowenien befindet sich der Name seit dem Jahr 2000 stets in den Top-70. Der Name zählt in den Ländern Dänemark, Norwegen und Schweden zu den geläufigen Jungennamen.
Der Name liegt in England und Wales seit 1996 stets in den Top-1000 und seit 2008 in den Top-400. In Schottland taucht der Name seit 1974 hin und wieder in den Vornamenscharts auf. In Nordirland befindet er sich erst seit etwas mehr als 10 Jahren regelmäßig in den Hitlisten, jedoch in einem geringen Volumen. Der Name wird in Irland seit 1964 alljährlich bei der Vergabe berücksichtigt, jedoch ist er nur mäßig populär.
In den USA befindet sich der Name seit 1881 fast jährlich in den Vornamenscharts, wobei er nicht sonderlich populär ist. Marcel ist in Kanada ein mäßig beliebter Vorname, der seit 1980 alljährlich bei der Namenswahl berücksichtigt wird.

## Namensträger

### Vorname
- Marcel Adam (* 1951), französischer Chansonnier, Liedermacher und Mundart-Komödiant
- Marcel-François Astier (1885–1947), französischer Politiker
- Marcel Baude (* 1989), deutscher Fußballspieler
- Marcel Bezençon (1907–1981), Schweizer Journalist
- Marcel Breuer (1902–1981), Architekt und Designer, gilt als Erfinder des modernen Stahlrohrmöbels
- Marcel Carné (1906–1996), französischer Filmregisseur
- Marcel Duchamp (1887–1968), französischer Künstler
- Marcel Eckardt (* 1989), deutscher Snookerschiedsrichter
- Marcel Eris (* 1988), deutsch-türkischer Webvideoproduzent und Livestreamer, siehe MontanaBlack
- Marcel Fratzscher (* 1971), deutscher Ökonom
- Marcel Gaumont (1880–1962), französischer Bildhauer
- Marcel Gaus (* 1989), deutscher Fußballspieler
- Marcel Hirscher (* 1989), österreichischer Skirennläufer
- Marcel Iureș (* 1951), rumänischer Film- und Theaterschauspieler
- Marcell Jacobs (* 1994), italienischer Leichtathlet (Sprint und Weitsprung)
- Marcell Jansen (* 1985), deutscher Profi-Fußballspieler und -funktionär
- Marcel Kammerer (1878–1959), österreichischer Architekt und Maler
- Marcel Kösling (* 1986), deutscher Kabarettist, Zauberkünstler und Moderator
- Marcel Lang (1956–2009), Schweizer Chasan und Sänger
- Marcel Lefebvre (1905–1991), französischer Geistlicher
- Marcel Marceau (1923–2007), französischer Pantomime
- Marcel Montecino (1945–1998), US-amerikanischer Schriftsteller und Jazzpianist
- Marcel Nguyen (* 1987), deutscher Kunstturner
- Marcel Ophüls (1927–2025), deutsch-französischer Regisseur und Dokumentarfilmer
- Marcel Pagnol (1895–1974), französischer Schriftsteller
- Marcel Philipp (* 1971), deutscher Politiker (CDU)
- Marcel Plaisant (1887–1958), französischer Politiker und Widerstandskämpfer
- Marcel Prawy (1911–2003), österreichischer Dramaturg und Opernkritiker
- Marcel Proust (1871–1922), französischer Schriftsteller
- Marcel Quinet (1915–1986), belgischer Komponist und Pianist
- Marcel Reich-Ranicki (1920–2013), deutscher Literaturkritiker
- Marcel Reif (* 1949), Schweizer Fernsehjournalist und Sportkommentator
- Marcell Rév (* 1984), ungarischer Kameramann
- Marcel Sabitzer (* 1994), österreichischer Fußballspieler
- Marcel Schiller (* 1991), deutscher Handballspieler
- Marcel Schmelzer (* 1988), deutscher Fußballspieler
- Marcel Schrötter (* 1993), deutscher Motorradrennfahrer
- Marcel Seegert (* 1994), deutscher Fußballspieler
- Marcel Thil (1904–1968), französischer Boxer
- Marcel Thum (* 1965), deutscher Volkswirt und Hochschullehrer
- Marcel Tournier (1879–1951), französischer Harfenist, Komponist und Musikpädagoge
- Marcel Uderzo (1933–2021), französischer Comiczeichner
- Marcel Vaid (* 1967), schweizerisch-deutscher Musiker und Komponist für Filmmusik und Theater
- Marcel Wagner (* 1982), deutscher Hörfunk- und Fernsehmoderator
- Marcel Zyskind (* 1979), dänisch-polnischer Kameramann

### Familienname
- Alexandre Marcel (1860–1928), französischer Architekt
- André Marcel (1902–1996), Schweizer Journalist, Dramaturg und Schriftsteller
- Claude Hillaire-Marcel (* 1944), französisch-kanadischer Geologe, Meeresgeologe, Ozeanograph und Geochemiker
- Elisabeth Marcel (1745–1805), Gründerin einer Baumwollspinnerei in Lausanne
- Ernesto Marcel (1948–2020), panamaischer Boxer im Federgewicht
- Étienne Marcel († 1358), Pariser Tuchhändler
- François-Robert Marcel († 1759), französischer Tanzpädagoge und Tänzer
- Gabriel Marcel (Geograph) (1843–1909), französischer Geograph und Historiker
- Gabriel Marcel (1889–1973), französischer Philosoph
- Hugo Marcel (* 1942), argentinischer Tangosänger
- Jan Marcell, tschechischer Kugelstoßer
- Jean Marcel (Bischof) (* 1903), anglikanischer Bischof von Madagaskar
- Jean-Jacques Marcel (1931–2014), französischer Fußballspieler
- Jean-Jacques Mercier-Marcel (1826–1903), Schweizer Unternehmer
- Jesse Marcel Jr. († 2013), US-amerikanischer Zeitzeuge
- Joseph Marcell (* 1948), britischer Schauspieler
- Julia Marcell (* 1982), polnische Sängerin, Pianistin und Violistin
- Kelly Marcel (* 1974), britische Drehbuchautorin und Schauspielerin
- Martin Marcell (* 1971), deutscher Schlagersänger, siehe Fantasy (Schlagerband)
- Michael Marcel (* 1988), US-amerikanischer Schauspieler
- Sylvain Marcel (* 1964), kanadischer Schauspieler